# Ан Мари Дюкет
Ан Мари Дюкет (на английски: Anne Marie Duquette) е американска фотографка и писателка на произведения в жанра любовен роман.

## Биография и творчество
Ан Мари Дюкет е роден в САЩ, в семейство на пилот от ВВС на САЩ и медицинска сестра във ВВС. Заради професията на родителите си обикаля света и отраства в Аляска и Хавай. Получава бакалавърска степен по масова комуникация (журналистика, телевизия, филми) от Университета на Южен Илинойс в Едуардсвил.
След дипломирането си се премества в Холивуд в Лос Анджелис, където опитва да пише сценарии. После се премества на работа във флота. Омъжва се за лекар от Военноморските сили на САЩ. Имат две деца.
Докато отглежда децата си, следва фотография и изработка на сребърна бижутерия в колежа Паломар в Сан Маркос, Калифорния. Освен това получава от щата Калифорния свидетелство за обучение на възрастни и в продължение на 15 години преподава религиозно образование в местната църква.
Като запалена читателка на романтична литература започва да пише любовни романи.
Първият ѝ роман „An Unlikely Combination“ (Невероятна комбинация) е издаден през 1988 г. Авторка е на 25 любовни и вдъхновяващи романа.
Ан Мари Дюкет живее със семейството си в Южна Калифорния.

## Произведения

### Самостоятелни романи
- An Unlikely Combination (1988)
- Unlikely Places (1990)
- Adventure Of The Heart (1991)
Сърдечен трепет, изд.: „Арлекин България“, София (1994), прев. Ангелина Иванова
- Arrangement With A Rebel (1992)
Опасен полет, изд.: „Арлекин България“, София (1993), прев. Весела Димитрова
- Rescued by Love (1993)
Каньонът на любовта, изд.: „Арлекин България“, София (1993), прев. Георги Георгиев
- Anniversary Waltz (1994)
- Castillo's Bride (2001)
- The Ride of Her Life (2001)
- Gemini Turns (2004)
- The Reluctant Bride (2011)
- Found at Sea (2013)

### Участие в общи серии с други писатели
- On the Line (1993) – в серията „Back To The Ranch“
- Neptune's Bride (1993) – в серията „Dreamscapes: Whispers of Love“
- The Dinosaur Lady (1994) – в серията „Kids and Kisses“
- Finding Father (1995) – в серията „Family Man“
- She Caught the Sheriff (1996) – в серията „Home on the Ranch“
- She's the Sheriff (1998) – в серията „Home on the Ranch“
- In the Arms of the Law (2011) – в серията „Home on the Ranch“
- She Caught the Sheriff (1996) – в серията „Marry Me, Cowboy“
- Her Own Ranger (1999) – в серията „Count on a Cop“
- Fleet Hospital (2002) – в серията „In Uniform“
- The Replacement (2003) – в серията „Twins“
- Pregnant Protector (2005) – в серията „Nine Months Later“

### Документалистика
- Rate Your Mate (2002) – с Дона Кордела